# Christopher Roy Sutton
Christopher Roy Sutton, detto Chris Sutton (Nottingham, 10 marzo 1973), è un ex calciatore e allenatore di calcio inglese, di ruolo attaccante.
È primatista di presenze con la maglia del Norwich City nelle competizioni europee (6).

## Carriera

### Club
Inizia la sua carriera al Norwich City nel ruolo di centrocampista centrale; nel 1991, però, il suo allenatore Dave Stinger lo avanza cominciando a utilizzarlo come centravanti. Con il Norwich Sutton trascorre quindi gran parte della stagione 1992-1993 al primo posto nella classifica della neonata Premier League; chiuderà al terzo posto finale.
In quattro stagioni ai Canaries totalizza 103 presenze e 35 reti. Nel luglio 1994 lascia la squadra diventando il giocatore più pagato della storia del calcio inglese: il Blackburn Rovers sborsa infatti 5 milioni di sterline per accaparrarselo. In quegli anni fa anche il suo esordio nella nazionale giovanile inglese.
A Blackburn il suo compagno di reparto è Alan Shearer. Alla prima stagione Sutton mette a segno 15 reti, che, sommate alle 34 messe a segno da Shearer, regalano alla squadra il primo titolo nazionale dal lontano 1914. L'anno dopo, però, una serie di infortuni gli permettono di scendere in campo solo 13 volte, segnando una rete. Recupera la forma per gli anni seguenti, tanto da concludere il campionato 1997-1998 con 18 reti all'attivo, capocannoniere della Premier League insieme a Dion Dublin e Michael Owen.
Al termine della stagione 1998-1999 il Blackburn, retrocesso, si trova costretto a cedere il suo miglior giocatore. Ad aggiudicarselo è il Chelsea, che sborsa 10 milioni di sterline per assicurarsi le sue prestazioni. Il giocatore lascia quindi la squadra dopo 131 presenze e 50 reti.
A Londra non vive un'annata positiva, non riuscendo ad adattarsi al gioco della squadra. In 28 presenze segna solo una rete, nella goleada per 5-0 contro il Manchester United. In estate la società decide di privarsene e lo cede al Celtic, squadra scozzese, per 6 milioni di sterline.
Come a Blackburn, anche a Glasgow Sutton si trova affiancato da un famoso e prolifico attaccante, Henrik Larsson. Ciononostante, al debutto assoluto in Scottish Premier League contro il Dundee, va subito in rete; si ripete anche in un altro "debutto", nell'Old Firm Derby, segnando due reti, la prima e ultima delle sei con cui il Celtic supera i cugini del Rangers per 6 a 2.
Al Celtic colleziona diversi record, compreso quello del gol più veloce messo a segno in un Old Firm: 18 secondi per superare il Rangers nel 2002 ad Ibrox. Alla fine della stagione 2002-2003 si prende anche una squalifica di 4 giornate per aver accusato il Dunfermline di essersi arreso volontariamente ai Rangers.
Rimane a Glasgow fino al 2006, mettendo a referto 130 presenze e 63 gol e conquistando tre campionati nazionali, 2 Coppe di Scozia e due Coppe di Lega scozzese. Nel 2002-2003 raggiunge inoltre la finale di Coppa UEFA (poi persa per 3-2 col Porto) mentre nel 2004 ottiene il premio di Calciatore dell'anno della SPFA.
Chiude la carriera nella Midlands inglesi: prima al Birmingham City, con cui disputa 10 gare tra gennaio e giugno 2006, e poi all'Aston Villa (8 presenze e 1 rete nella stagione 2006-2007). All'età di 34 anni lascia il calcio giocato a causa di un problema agli occhi.

### Nazionale
Nel 1997 si guadagna la prima convocazione in nazionale. Verrà lasciato fuori dalla selezione che andrà in Francia a giocare il campionato del mondo 1998 a seguito di un diverbio con l'allora CT Glenn Hoddle: relegato nella squadra B, Sutton, adirato, si rifiuta di scendere in campo; come conseguenza Hoddle eviterà di convocarlo ancora in nazionale.

## Statistiche

### Presenze e reti nei club
| Stagione            | Squadra             | Campionato          | Campionato | Campionato | Coppe nazionali | Coppe nazionali | Coppe nazionali | Coppe continentali | Coppe continentali | Coppe continentali | Altre coppe | Altre coppe | Altre coppe | Totale | Totale |
| Stagione            | Squadra             | Comp                | Pres       | Reti       | Comp            | Pres            | Reti            | Comp               | Pres               | Reti               | Comp        | Pres        | Reti        | Pres   | Reti   |
| ------------------- | ------------------- | ------------------- | ---------- | ---------- | --------------- | --------------- | --------------- | ------------------ | ------------------ | ------------------ | ----------- | ----------- | ----------- | ------ | ------ |
| 1990-1991           | Norwich City        | PL                  | 2          | 0          | FACup+CdL       | 0               | 0               | -                  | -                  | -                  | -           | -           | -           | 2      | 0      |
| 1991-1992           | Norwich City        | PL                  | 21         | 2          | FACup+CdL       | 6+2             | 3+0             | -                  | -                  | -                  | -           | -           | -           | 29     | 5      |
| 1992-1993           | Norwich City        | PL                  | 38         | 8          | FACup+CdL       | 2+3             | 0+2             | -                  | -                  | -                  | -           | -           | -           | 43     | 10     |
| 1993-1994           | Norwich City        | PL                  | 41         | 25         | FACup+CdL       | 2+4             | 2+1             | CU                 | 6                  | 0                  | -           | -           | -           | 53     | 28     |
| Totale Norwich City | Totale Norwich City | Totale Norwich City | 102        | 35         |                 | 19              | 8               |                    | 6                  | 0                  |             | -           | -           | 127    | 43     |
| 1994-1995           | Blackburn           | PL                  | 40         | 15         | FACup+CdL       | 2+4             | 2+3             | CU                 | 2                  | 1                  |             | -           | -           | 48     | 21     |
| 1995-1996           | Blackburn           | PL                  | 13         | 0          | FACup+CdL       | 0+3             | 0+1             | UCL                | 6                  | 0                  | CS          | 1           | 0           | 23     | 1      |
| 1996-1997           | Blackburn           | PL                  | 25         | 11         | FACup+CdL       | 2+2             | 0+1             | -                  | -                  | -                  | -           | -           | -           | 29     | 12     |
| 1997-1998           | Blackburn           | PL                  | 35         | 18         | FACup+CdL       | 4+2             | 2+1             | -                  | -                  | -                  | -           | -           | -           | 41     | 21     |
| 1998-1999           | Blackburn           | PL                  | 17         | 3          | FACup+CdL       | 1+1             | 0+1             | CU                 | 1                  | 0                  | -           | -           | -           | 20     | 4      |
| Totale Blackburn    | Totale Blackburn    | Totale Blackburn    | 130        | 47         |                 | 21              | 11              |                    | 9                  | 1                  |             | 1           | 0           | 161    | 59     |
| 1999-2000           | Chelsea             | PL                  | 28         | 1          | FACup+CdL       | 4+0             | 1+0             | UCL                | 7                  | 1                  | -           | -           | -           | 39     | 3      |
| 2000-2001           | Celtic              | SPL                 | 24         | 11         | SC+CdL          | 4+3             | 0+2             | CU                 | 4                  | 1                  | -           | -           | -           | 35     | 14     |
| 2001-2002           | Celtic              | SPL                 | 18         | 4          | SC+CdL          | 2+2             | 0               | UCL+CU             | 7+1                | 3 +0               | -           | -           | -           | 30     | 7      |
| 2002-2003           | Celtic              | SPL                 | 28         | 15         | SC+CdL          | 1+2             | 0               | UCL+CU             | 2+10               | 1+3                | -           | -           | -           | 43     | 19     |
| 2003-2004           | Celtic              | SPL                 | 25         | 19         | SC+CdL          | 4+1             | 2+0             | UCL+CU             | 10+4               | 6+1                | -           | -           | -           | 44     | 28     |
| 2004-2005           | Celtic              | SPL                 | 27         | 12         | SC+CdL          | 5+0             | 3+0             | UCL                | 5                  | 1                  | -           | -           | -           | 37     | 16     |
| 2005-gen. 2006      | Celtic              | SPL                 | 8          | 2          | SC+CdL          | 0+1             | 0               | UCL                | 1                  | 0                  | -           | -           | -           | 10     | 2      |
| Totale Celtic       | Totale Celtic       | Totale Celtic       | 130        | 63         |                 | 25              | 7               |                    | 44                 | 16                 |             | -           | -           | 199    | 86     |
| gen.-giu. 2006      | Birmingham City     | PL                  | 10         | 1          | FACup+CdL       | 1+0             | 0               | -                  | -                  | -                  |             | -           | -           | 11     | 1      |
| 2006-2007           | Aston Villa         | PL                  | 8          | 1          | FACup+CdL       | 0+1             | 0               | -                  | -                  | -                  |             | -           | -           | 9      | 1      |
| Totale carriera     | Totale carriera     | Totale carriera     | 408        | 148        |                 | 71              | 27              |                    | 66                 | 18                 |             | 1           | 0           | 546    | 193    |

### Presenze e reti in nazionale
| Cronologia completa delle presenze e delle reti in nazionale ― Inghilterra | Cronologia completa delle presenze e delle reti in nazionale ― Inghilterra | Cronologia completa delle presenze e delle reti in nazionale ― Inghilterra | Cronologia completa delle presenze e delle reti in nazionale ― Inghilterra | Cronologia completa delle presenze e delle reti in nazionale ― Inghilterra | Cronologia completa delle presenze e delle reti in nazionale ― Inghilterra | Cronologia completa delle presenze e delle reti in nazionale ― Inghilterra | Cronologia completa delle presenze e delle reti in nazionale ― Inghilterra |
| Data                                                                       | Città                                                                      | In casa                                                                    | Risultato                                                                  | Ospiti                                                                     | Competizione                                                               | Reti                                                                       | Note                                                                       |
| -------------------------------------------------------------------------- | -------------------------------------------------------------------------- | -------------------------------------------------------------------------- | -------------------------------------------------------------------------- | -------------------------------------------------------------------------- | -------------------------------------------------------------------------- | -------------------------------------------------------------------------- | -------------------------------------------------------------------------- |
| 15-11-1997                                                                 | Londra                                                                     | Inghilterra                                                                | 2 – 0                                                                      | Camerun                                                                    | Amichevole                                                                 | -                                                                          | 79’                                                                        |
| Totale                                                                     |                                                                            | Presenze                                                                   | 1                                                                          |                                                                            | Reti                                                                       | 0                                                                          |                                                                            |

## Palmarès
- Campionato inglese: 1

Blackburn Rovers: 1994-1995
- Coppa d'Inghilterra: 1

Chelsea: 1999-2000
- Campionato scozzese: 3

Celtic: 2000-2001, 2001-2002, 2003-2004
- Coppa di Scozia: 3

Celtic: 2000-2001, 2003-2004, 2004-2005
- Coppa di Lega scozzese: 1

Celtic: 2000-2001